# مقاطعة فلوفانان (فيرجينيا)
 مقاطعة فلوفانان  (بالإنجليزية:  Fluvanna County)‏ هي إحدى المقاطعات في ولاية فيرجينيا في الولايات المتحدة الأمريكية.

## أعلام
- روبن ليندسي ووكر
- فيليب سانت جورج كوك
- كارل بلاند